# یواس‌اس پینتادو (اس‌اس-۳۸۷)
یواس‌اس پینتادو (اس‌اس-۳۸۷) (به انگلیسی: USS Pintado (SS-387)) یک زیردریایی بود که طول آن ۳۱۱ فوت ۶ اینچ (۹۴٫۹۵ متر) بود. این زیردریایی در سال ۱۹۴۳ ساخته شد.